# Тайные жизни (сериал)
«Тайные жизни» (фин. Salatut elämät; в разговорном финском — Salkkarit) — многосезонный финский сериал в жанре мыльной оперы, транслируемый на канале MTV3 с 25 января 1999 года по настоящее время. Сериал рассказывает о жизни жильцов многоквартирного дома на улице Пихлаякату (фин. Pihlajakatu) в районе Улланлинна в Хельсинки.
Телесериал стал самым продолжительным сериалом в Финляндии: он насчитывает свыше 4000 серий. Канал MTV3 заключил контракт с дистрибьютерской компанией FremantleMediaFinland в июне 2017 года, чтобы транслировать телесериал до весны 2023 года. Новые серии выходят в эфир каждый будний день в 19:30.

## Сюжет
В начале телесериала два жителя дома на Пихлаякату открывают бар под названием «Варвар» (фин. Barbaari), где их соседи встречаются после работы и жалуются на жизнь.

## Социальная значимость
Сериал «Тайные жизни» известен тем, что поднимает спорные темы: аборты, ВИЧ-инфекция, наркотики, инцест, самоубийство, проституция, психопатия, изнасилования и раковые заболевания. Телесериал часто был первым, кто инициировал публичную дискуссию в Финляндии на острые темы.

## В основных ролях
- Исмо Лайтела — Эско Коверо
- Улла Тааласмаа — Майя-Лийса Пеуху
- Сеппо Тааласмаа — Ярмо Коски
- Аки Никкинен — Сами Уотила

Единственный сквозной персонаж всех серий с самого начала — Исмо Лайтела. Это карикатурный персонаж, изображающий типичного финского мужчину: ему не везет в любовной жизни, у него проблемы на работе и дома, но он всегда со всем справляется.
В начале телесериала Лайтела придерживается консервативных взглядов, он в частности не смог принять, что его сын оказался геем. Однако с течением времени он стал более терпимым.
Этим «финским духом» объясняется популярность персонажа у широкого зрителя: он стал самым любимым персонажем по результатам голосования читателей газеты Ilta-Sanomat 2009 году. Без преувеличения можно сказать, что Исмо Лайтела является одним из самых известных персонажей за всю историю финского телевидения.

## Количество зрителей
Серия, набравшая 26 февраля 2001 года наибольшее количество просмотров, под названием «Калле принимает решение об армии» привлекла 1,36 млн зрителей, то есть около 26,1 % населения страны в то время. Согласно данным газеты Helsingin Sanomat, в 2020 году у новых серий телесериала было в среднем по 500 тыс. просмотров. Обычно целевая аудитория мыльных опер, например сериала «Дерзкие и красивые», — представители старших поколений, но «Тайные жизни» ориентировались на более молодую аудиторию.

## Рецепция и критика
Резкие нереалистичные повороты сюжета неоднократно вызывали критику. C другой стороны, телесериал получил одобрение членов ЛГБТ-сообщества за репрезентацию сексуальных меньшинств. Телесериал много раз становился предметом горячего общественного обсуждения, так как поднимал острые социальные темы. Первый раз это произошло в 2002 году, когда на экране был продемонстрирован поцелуй двух персонажей-мужчин.
Один из продюсеров сериала Марко Яйё (Marko Äijö) считает, что, снимая мыльную оперу, невозможно избежать противоречий. По его словам, «если многосерийная драма не провоцирует горячее обсуждение, её не стоит и создавать. События должны возбуждать эмоции».

## Социальные сети
У телесериала есть свой канал на Ютубе, на котором команда создателей загружает ролики с участием актёров. Видео неудачных дублей являются самыми популярными.